# Singles – Gemeinsam einsam

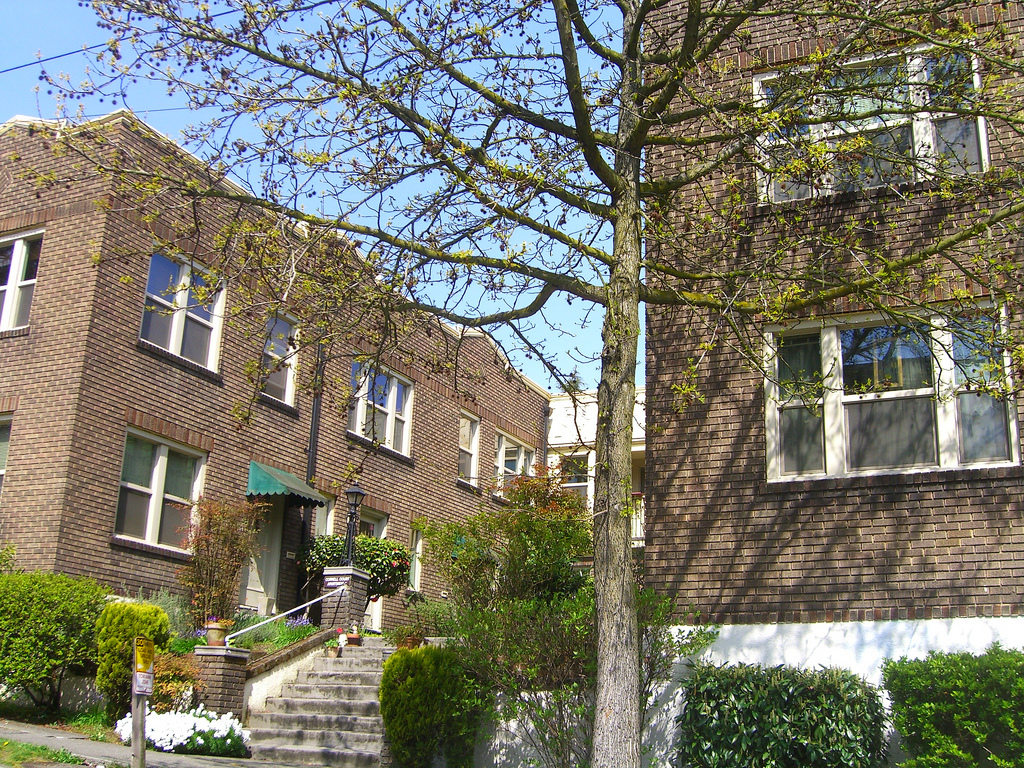
Das Appartement-Gebäude, einer der Haupt-Szenenorte im Film

Singles – Gemeinsam einsam (Originaltitel: Singles) ist eine US-amerikanische Filmkomödie aus dem Jahr 1992. Die Regie führte Cameron Crowe, der auch das Drehbuch schrieb. Die Hauptrollen spielten Bridget Fonda, Campbell Scott und Kyra Sedgwick.

## Handlung
Der Film erzählt in verschiedenen nebeneinander liegenden Handlungssträngen die Erlebnisse einer Gruppe junger Mittzwanziger aus Seattle, die alle auf der Suche nach der Liebe ihres Lebens sind.
Die Umweltaktivistin Linda Powell hat einige verkorkste Beziehungen hinter sich, als sie auf einem Rockkonzert den Verkehrsplaner Steve Dunne kennenlernt. Auch Steve hatte bisher nicht gerade Glück in der Liebe; trotzdem funkt es bei beiden sofort. In dem Bemühen, es diesmal nicht zu vermasseln, will Steve Linda „genug Freiraum“ lassen; diese jedoch glaubt, wieder einmal sitzen gelassen zu werden. In dem Hin und Her der Gefühle nähern sich beide zögernd aneinander an. Als Linda schwanger wird, möchte Steve sie heiraten; doch als sie bei einem Unfall das Baby verliert, trennt sie sich von ihm, da sie glaubt, er hätte sie nur aus Pflichtgefühl gefragt. Steve dagegen lässt sie aus Mutlosigkeit gehen. Beide müssen lernen, zu ihren eigenen Gefühlen zu stehen, ehe sie endlich zueinander finden können.
Die zierliche Studentin Janet Livermore ist in ihren Mitbewohner, den schrägen Grunge-Musiker Cliff Poncier verliebt. Der aber steht auf vollbusige Sirenen und ist auch sonst kein Kind von Traurigkeit; mit der eher konventionellen Janet (die sich einen Mann wünscht, der „Gott segne dich“ zu ihr sagt, wenn sie niest) kann er wenig anfangen. Um endlich von Cliff wahrgenommen zu werden, beschließt Janet, eine Brustvergrößerung durchführen zu lassen. Der Schönheitschirurg Jeffrey Jamison, der die Operation durchführen soll, rät ihr ab: aus seiner Sicht ist sie perfekt. Janet erkennt, dass ihr wirklicher Wert nichts mit Cliffs Frauenbild zu tun hat – und trennt sich von ihrer Illusion. In diesem Moment fängt sie an, für Cliff interessant zu werden; plötzlich sieht er sie mit neuen Augen und bemüht sich ehrlich um sie.
Die energische Medien-Frau Debbie Hunt weiß, was sie will: den perfekten Mann. Die persönliche Suche nach ihm ist ihr jedoch zu anstrengend, und so nimmt sie den Service einer Vermittlungsagentur in Anspruch. Debbie muss jedoch erkennen, dass es Märchenprinzen nicht auf Bestellung gibt: niemand liebt nämlich ihre schrillen Ohrringe (also ihr wirkliches Ich jenseits der Yuppie-Fassade). Erst als sie loslässt, kann das Glück auch zu ihr kommen: „Nun sieh sich einer diese fantastischen Ohrringe an“.
Der zynische Baily, seines Zeichens Bonvivant und „maitre d´“, inszeniert sich als Bohemian im Stil französischer Filme. Wird er damit das Herz einer Frau gewinnen können?

## Kritiken
Der Film wird u. a. als eines der gelungenen Porträts der Jugend in den 1990er Jahren bezeichnet, manchmal wird aber auch dem Film vorgeworfen, einige Themen nur oberflächlich zu behandeln. Die Filmmusik wurde stark gelobt.
Das Lexikon des internationalen Films schrieb, der Film sei „episodenhaft inszeniert“ und „in den Details sehr aufmerksam“. Er verfalle „gegen Ende in harmonieträchtige Hollywood-Klischees“.
Die Redaktion der Fernsehzeitschrift TV Spielfilm sah ein „cooles Generationsporträt mit Witz und Geist“. „Wenn es die „Generation X“ je gab, dann fand sie hier ihr amüsantes, liebenswertes und zutiefst romantisches Porträt.“

## Auszeichnungen
Der Song Would? von Alice in Chains wurde im Jahr 1993 für den MTV Movie Award nominiert.

## Hintergründe
Der Film wurde in Seattle gedreht. Er spielte in den Kinos der USA ca. 18,5 Millionen US-Dollar ein.
Zum Soundtrack gehören u. a. Songs von Chris Cornell, Mudhoney, Smashing Pumpkins, Soundgarden und Paul Westerberg. Drei Bandmitglieder (Eddie Vedder, Jeff Ament und Stone Gossard) von Pearl Jam spielten im Film, für den sie auch zwei Titel zum Soundtrack beigesteuert haben, als Mitglieder der Filmband Citizen Dick mit. Ebenfalls hatten die Bands Soundgarden und Alice in Chains sowie Tad Doyle von der Band Tad Auftritte im Film.